# Marc-André Kruska
Marc-André Kruska (Castrop-Rauxel, 1987. június 29. –) német labdarúgó, a Dudelange középpályása.